# Trichinellidae
Trichinellidae är en familj av rundmaskar. Trichinellidae ingår i ordningen Trichocephalida, klassen Adenophorea, fylumet rundmaskar och riket djur. Enligt Catalogue of Life omfattar familjen Trichinellidae 3 arter. 
Kladogram enligt Catalogue of Life och Dyntaxa:
| Trichinellidae | \| \| Trichinella \| \| \| \| \| \| Trichosomoides \| \| \| \| \| \| Trichuris \| \| \| \| |
|                | \| \| Trichinella \| \| \| \| \| \| Trichosomoides \| \| \| \| \| \| Trichuris \| \| \| \| |
|                | Capillariidae                                                                              |
|                |                                                                                            |
|                | Cystoopsidae                                                                               |
|                |                                                                                            |
|                | Robertdollfusidae                                                                          |
|                |                                                                                            |
|                | Trichiuridae                                                                               |
|                |                                                                                            |
|                | Trichuridae                                                                                |
|                |                                                                                            |
|                | Trichinella                                                                                |
|                |                                                                                            |
|                | Trichosomoides                                                                             |
|                |                                                                                            |
|                | Trichuris                                                                                  |
|                |                                                                                            |

|  | Trichinella    |
|  |                |
|  | Trichosomoides |
|  |                |
|  | Trichuris      |
|  |                |